# Lintach (Freudenberg)
Das Pfarrdorf Lintach liegt circa sechs Kilometer östlich von Amberg in der Fensterbach-Senke an den westlichen Ausläufern des Oberpfälzer Waldes im Landkreis Amberg-Sulzbach.

## Herkunft des Namens
Der Ortsname „Lintach“ hat einen Bezug zum Laubbaum Linde. An dem altdeutsche „linta“ oder dem mittelhochdeutschen „linte“ oder „linde“ (= Linde) hängt die Kollektivendung „ach“.

## Eingemeindung
Am 1. April 1971 wurde die vorher eigenständige Gemeinde ein Teil der Gemeinde Freudenberg. Die Ortschaft zählt derzeit 704 Einwohner (Stand: 1. Juni 2023).

## Geschichte
Am 2. Juli 1011 wurde Lintach erstmals urkundlich erwähnt. Ausgrabungen im Umfeld der Kirche St. Walburga erbrachten jedoch ein Gräberfeld des späten 7. und des 8. Jahrhunderts. Der Ortsname änderte sich im Laufe der Jahrhunderte von Lintawa, Lintaha, Linta in Lintach.

## Bauwerke
Die katholische Kirche St. Walburga wurde in den Jahren 1735/36 erbaut und zählt zu den schönsten barocken Kirchen der Gegend. Der Innenraum besticht durch den imposanten Hochaltar, das Tonnengewölbe, feinste Stuckarbeiten sowie drei wertvolle gotische Figuren: der heilige Nikolaus aus dem 15. Jahrhundert, die heilige Walburga und die heilige Maria mit dem Jesuskind. Das Orgelgehäuse stammt von Funtsch (1746), darin steht das Werk op. 730 von Steinmeyer (8/I/P, 1901). Es wurde 1987 von Rainer Kilbert erweitert auf neun Register. Die 1990 hinter dem Hochaltar eingebaute Chororgel (aus Fuchsmühl, Binder 15/I von 1907), wurde 2021 wegen Schimmelproblemen wieder abgebaut. 2025 Renovierung der Orgel im Rahmen der Kirchensanierung durch Orgelbau Bäumler (Weiden).
Das obere Schloss, ein hoher doppelgeschossiger Giebelbau, ist über einem gotischen Kern errichtet. Im 15. Jahrhundert saßen dort die Rorenstätter und im 16. Jahrhundert die Vestenberg. Heute befindet sich das Schloss in Privatbesitz und wurde vom Besitzer aufwändig renoviert.
Das untere Schloss, mit schneckiger Treppe im Turm und Erker, wurde von 1625 an fast 300 Jahre von dem altfränkischen Adelsgeschlecht der Lochner von Hüttenbach bewohnt. 1931 zerstörte ein Feuer weite Teile des Gebäudes. Durch den heutigen Besitzer wurden diese nach historischem Vorbild wiederhergestellt und das gesamte Schloss ebenfalls liebevoll renoviert.

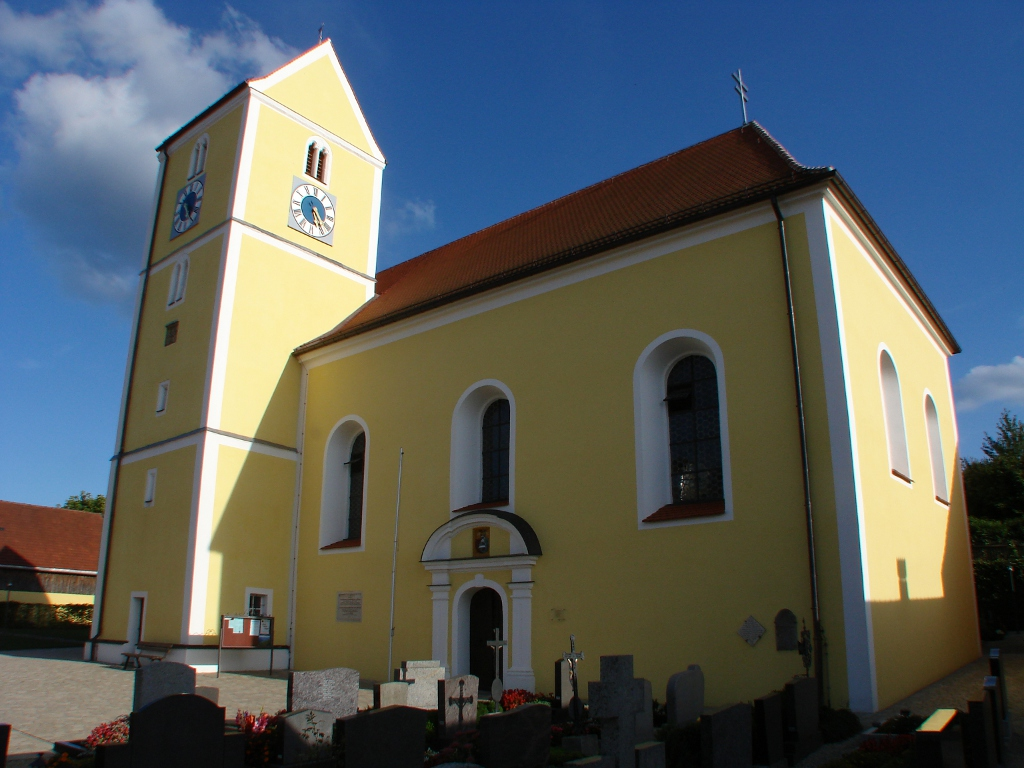
Kirche St. Walburga in Lintach
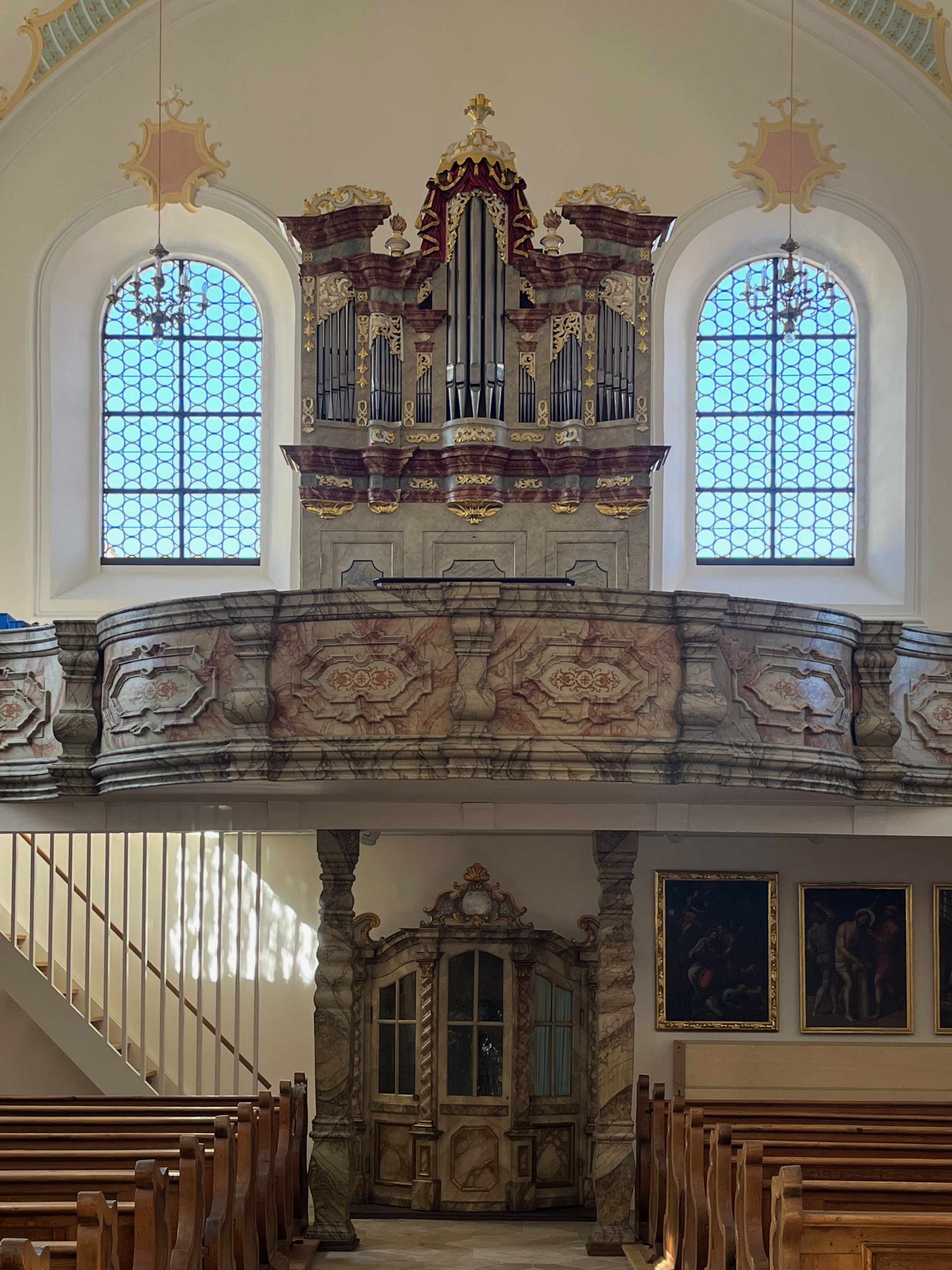
Die Steinmeyer-Orgel
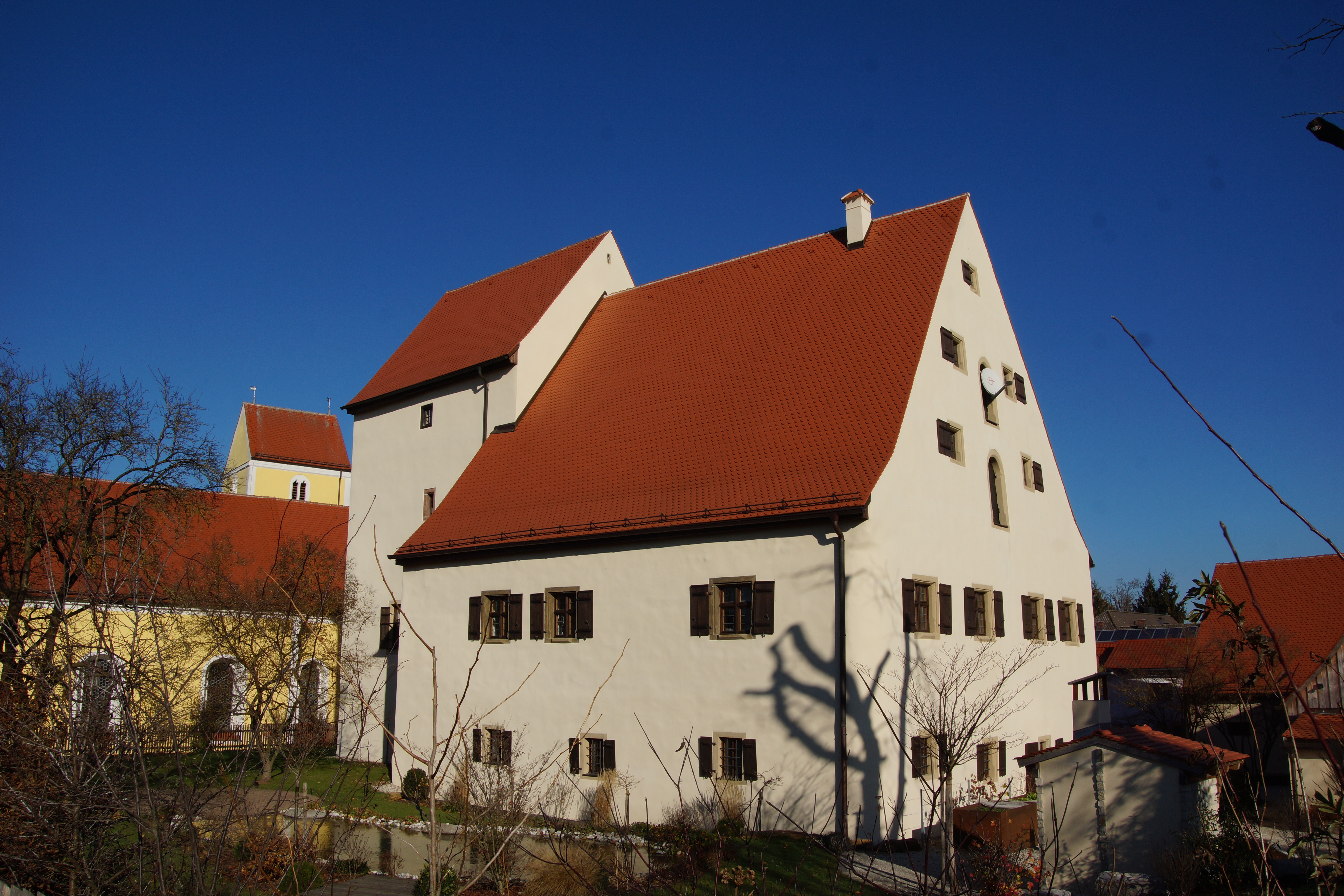
Oberes Schloss Lintach
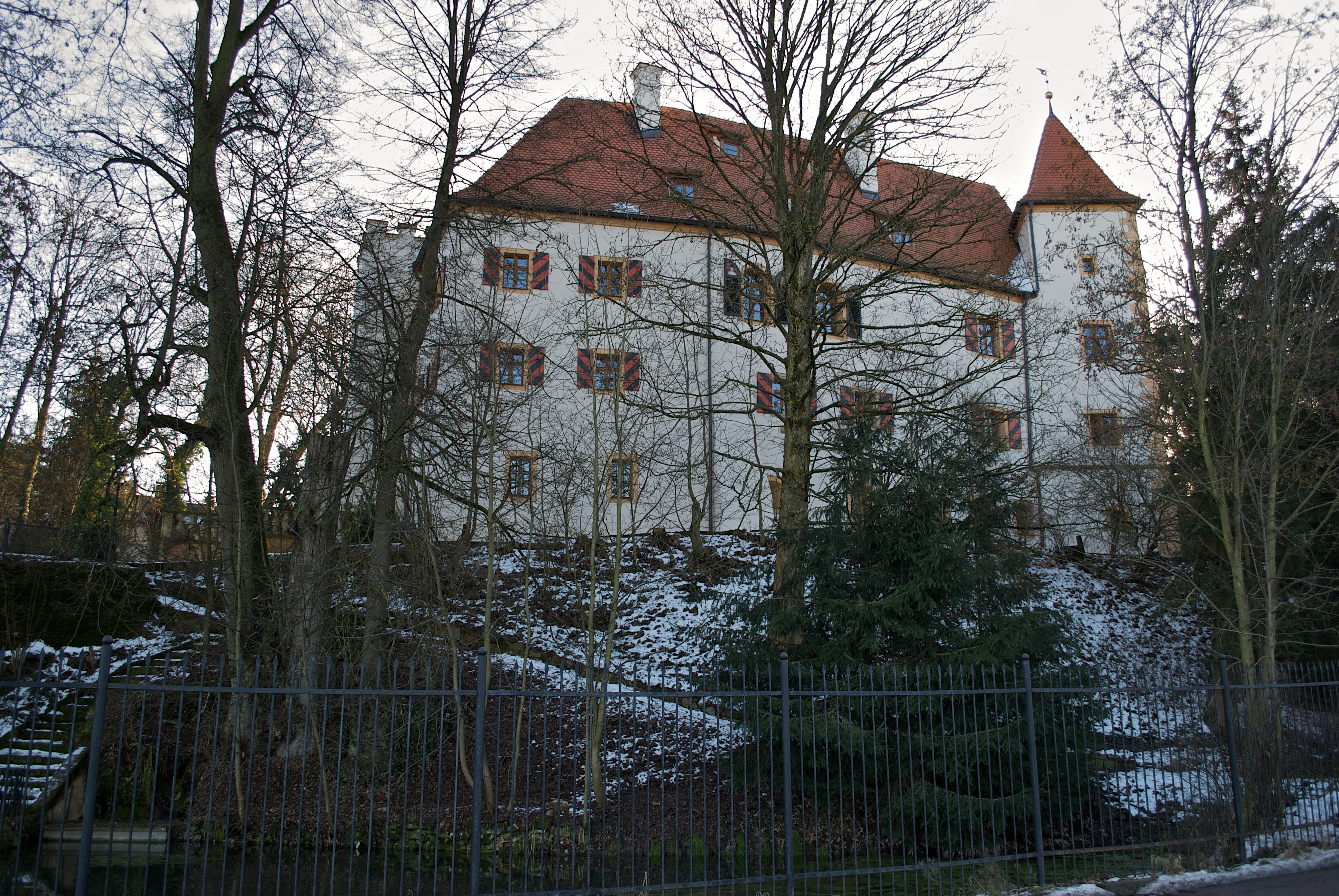
Unteres Schloss Lintach

## Wappen
Seit März 2010 hat Lintach ein Wappen in Form eines gespaltenen Schildes: heraldisch rechts der Zweig einer Linde; heraldisch links die Kirche; unten die eingebogene Spitze mit stilisiertem Grünland und einem Bach. Die Linde und der Wasserlauf deuten auf den Namen hin: Lintach (die Endung -ach bei Ortsnamen bedeutet eine Siedlung an einem Wasserlauf).

## Verkehr
Durch Lintach führt die Staatsstraße St 2399, die Kreisstraße AS 18 umgeht Lintach im Osten.

## Bedeutende Personen
- Professor Ferdinand Haberl (* 15. März 1906 in Lintach; † 3. Juli 1985 in Regensburg), Prälat, Komponist, Leiter der Kirchenmusikschule Regensburg, Träger des Bayerischen Verdienstordens (1972) und des Kulturpreises der Stadt Regensburg (1976).